# Gaillères
Gaillères (gaskonsko Galhèra) je naselje in občina v francoskem departmaju Landes regije Akvitanije. Naselje je leta 2009 imelo 573 prebivalcev.

## Geografija
Kraj leži v pokrajini Gaskonji 13 km severovzhodno od središča Mont-de-Marsana.

## Uprava
Občina Gaillères skupaj s sosednjimi občinami Bostens, Campet-et-Lamolère, Geloux, Lucbardez-et-Bargues, Mont-de-Marsan, Saint-Avit, Saint-Martin-d'Oney in Uchacq-et-Parentis sestavlja kanton Mont-de-Marsan Sever s sedežem v Mont-de-Marsanu. Kanton je sestavni del okrožja Mont-de-Marsan.

## Zanimivosti
- cerkev Marijinega Vnebovzetja; Gaillères se nahaja ob romarski poti v Santiago de Compostelo, Via Lemovicensis.